# Colin Abrahall
Colin Abrahall (5 dicembre 1961) è un cantante britannico, celebre per aver formato il gruppo hardcore punk di Birmingham Charged GBH.

## Discografia

### Album in studio
- 1982 - City Baby Attacked by Rats
- 1984 - City Baby's Revenge
- 1986 - Midnight Madness and Beyond
- 1987 - No Need to Panic
- 1989 - A Fridge Too Far
- 1990 - From Here to Reality
- 1992 - Church of the Truly Warped
- 1996 - Punk Junkies
- 2002 - Ha Ha
- 2010 - Perfume and Piss
- 2017 - Momentum

### Singoli ed EP
- 1981 - Leather, Bristles, Studs & Acne 12"
- 1982 - No Survivors 7"
- 1982 - Sick Boy 7"
- 1982 - Give Me Fire/Man Trap 7"
- 1983 - Catch 23/Hellhole 7"
- 1984 - Do What You Do 7" e 12"
- 1986 - Oh No, It's GBH Again 12"
- 1988 - Wot a Bargain 12"
- 1999 - Punk As F*ck CDs
- 2001 - Punk Rock Ambulance CDs
- 2004 - Cruel & Unusual CDs

### Album dal vivo
- 1989 - No Survivors
- 1993 - Live in Japan

### Raccolte
- 1982 - Leather, Bristles, No Survivors and Sick Boys...
- 1990 - The Clay Years - 1981 to 84
- 1990 - Diplomatic Immunity
- 1992 - The Clay Recordings '81-'84
- 1995 - The Clay Punk Singles Collection